# Les Oiseaux rares
 Les Oiseaux rares est un feuilleton télévisé français en 60 épisodes de 13 minutes, créé par Élisabeth Fontenay, réalisé par Jean Dewever et diffusé à partir du 17 mars 1969 sur la première chaîne de l'ORTF.

## Synopsis
Ce feuilleton met en scène une famille de Français moyens, les Massonneau, qui ont cinq filles âgées de 16 à 22 ans: Sylvie, Martine, Valérie, Juliette et Catherine. Les cinq sœurs cherchent le mari idéal avec l'aide de leur père et de son ordinateur.

## Distribution
- Claude Jade : Sylvie Massonneau
- Dominique Labourier : Martine Massonneau
- Anna Gaylor : Florence Massonneau, la mère
- Guy Saint-Jean : Henri Massonneau, le père
- Bernadette Robert : Valérie Massonneau
- Françoise Godde : Juliette Massonneau
- Nicole Chaput : Catherine Massonneau
- Patrick Lancelot : Bernard
- Nadine Servan : Carmen, la bonne
- Jean-Pierre Ducos : Paul Legrand, le professeur d'espagnol
- Richard Leduc : Charles Paquin
- Ludmilla Hols ; Charlotte
- Marie Privat : Dorothy Graham
- Hélène Callot : Emily Graham
- Jean Perrin : Claude Danvrier
- Raoul Delfosse : le commissaire
- Jean-Baptiste Tiémélé : Cyprien, le facteur
- Anthony Stuart : Major Graham
- Colette Allègre : la secrétaire
- Jacques Monod : oncle Georges
- Fernand Berset : Albert
- François Chodat : Casamidjana
- Jean-Pierre Delage : André Lagarde
- Marie-France Mignal : La réceptionniste
- Jean Galland : docteur Guyot
- Denise Péron : une secrétaire
- Bernard Menez : un visiteur
- Dominique Prado : l'amie
- Bernard Charlan : le technicien
- Serge Davri : le concierge